# Discovery Asia
Discovery Asia (trước đây là Discovery HD và Discovery HD World) là một kênh truyền hình trả tiền ở Đông Nam Á có các phim tài liệu liên quan đến châu Á. Nó được vận hành bởi Discovery Asia-Pacific, một bộ phận của Discovery, Inc.

## Lịch sử
Kênh được ra mắt vào năm 2005 với tên Discovery HD, kênh độ nét cao đầu tiên ở châu Á. Nó đã có mặt lần đầu tiên ở Hàn Quốc vào Tháng 2, và ở Nhật Bản vào Tháng 12. Vào ngày 1 tháng 4 năm 2010, Discovery HD đã được đổi thành Discovery HD World. Vào năm 2008, Discovery Channel HD được ra mắt tại Nhật Bản. Vào tháng 2 năm 2010, Discovery HD World India được ra mắt với các chương trình lồng tiếng trong tiếng Hindi và Tamil.